# Kuchnia boliwijska

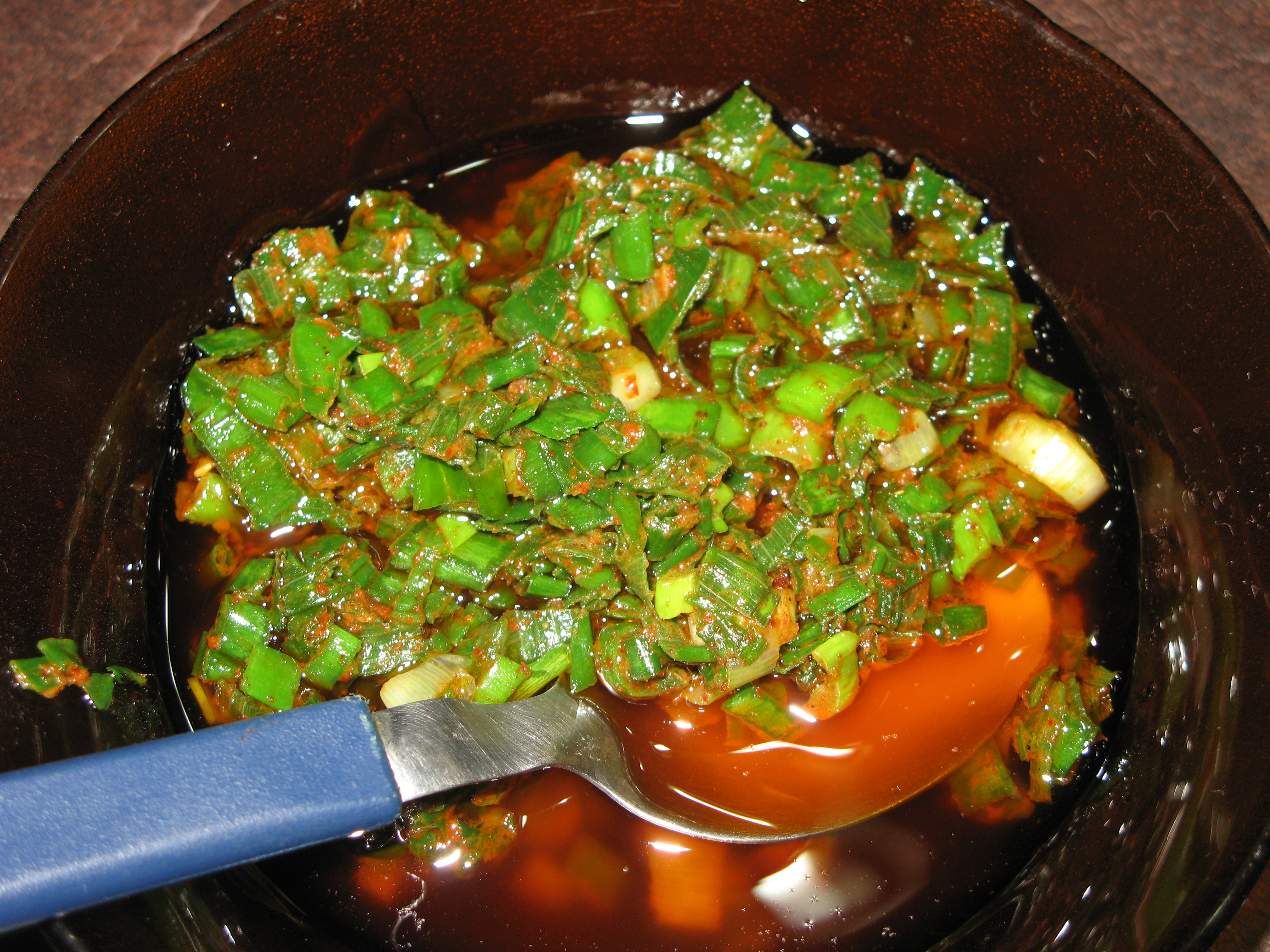
Locro (rosół)

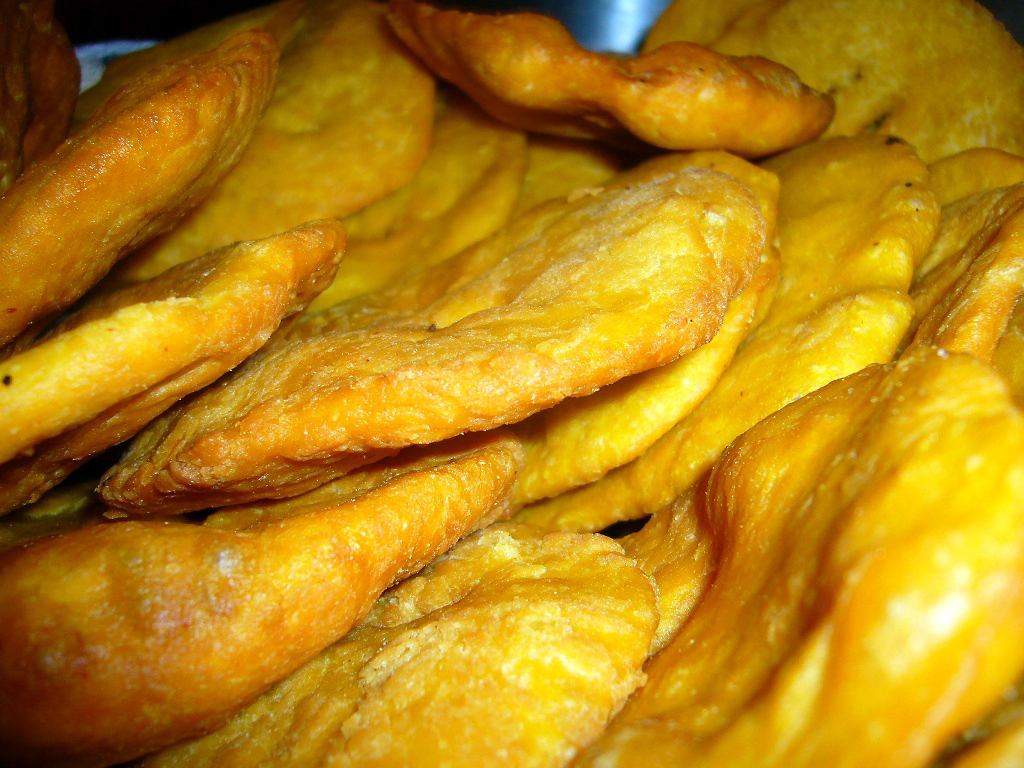
Placki sopaipillas

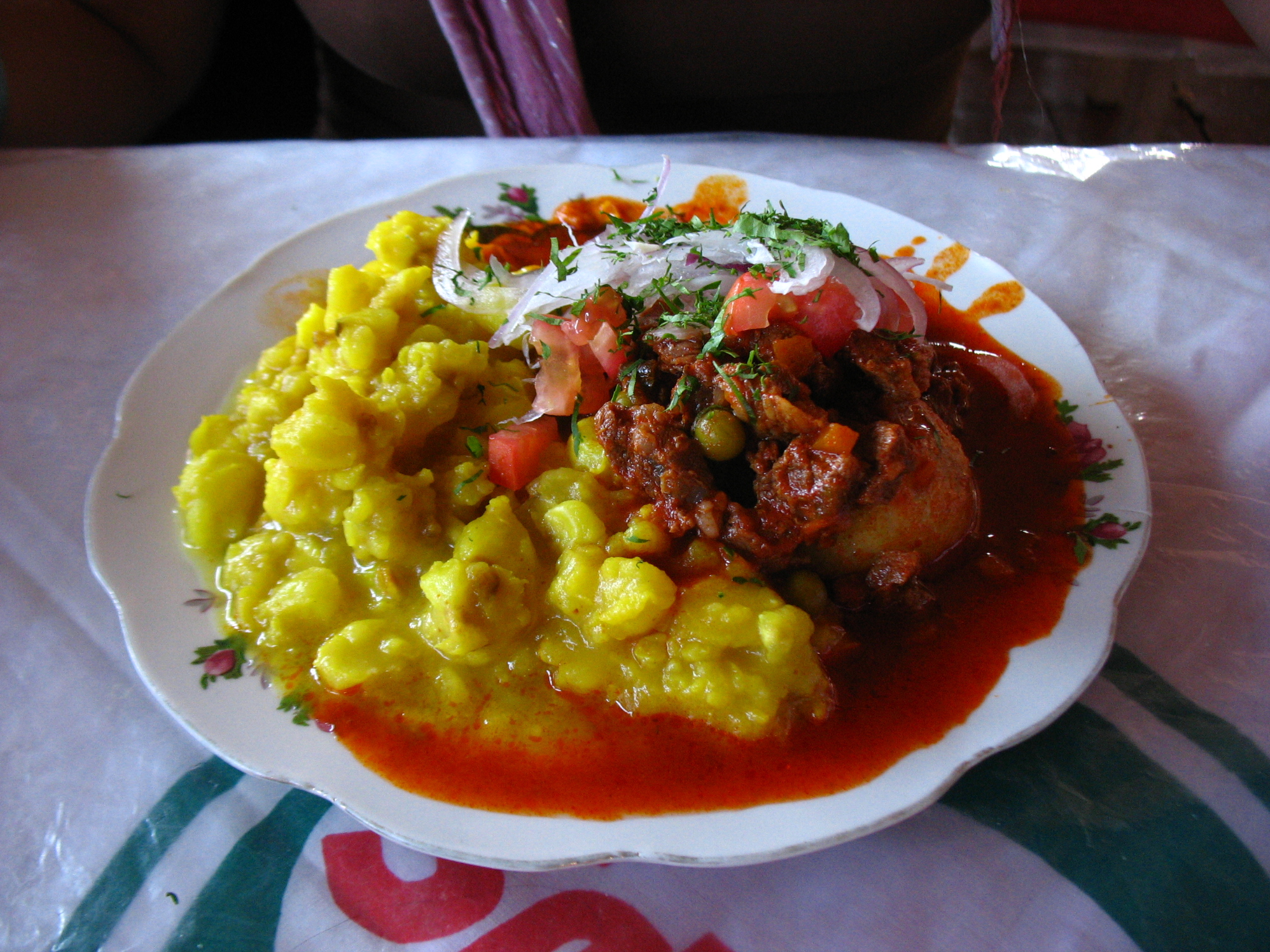
Chuño – danie z kukurydzy mote

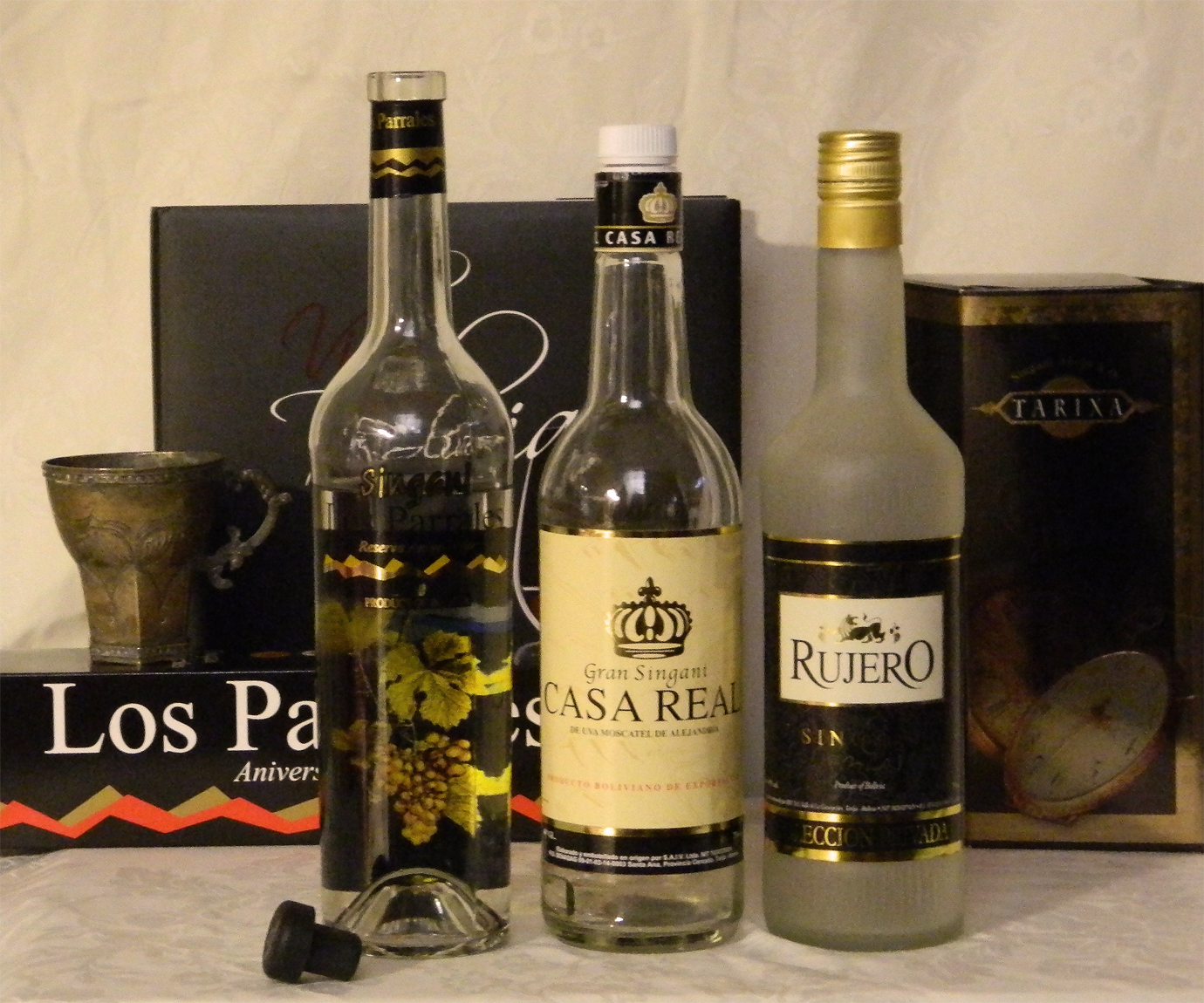
Singani – odmiana boliwijskiej brandy

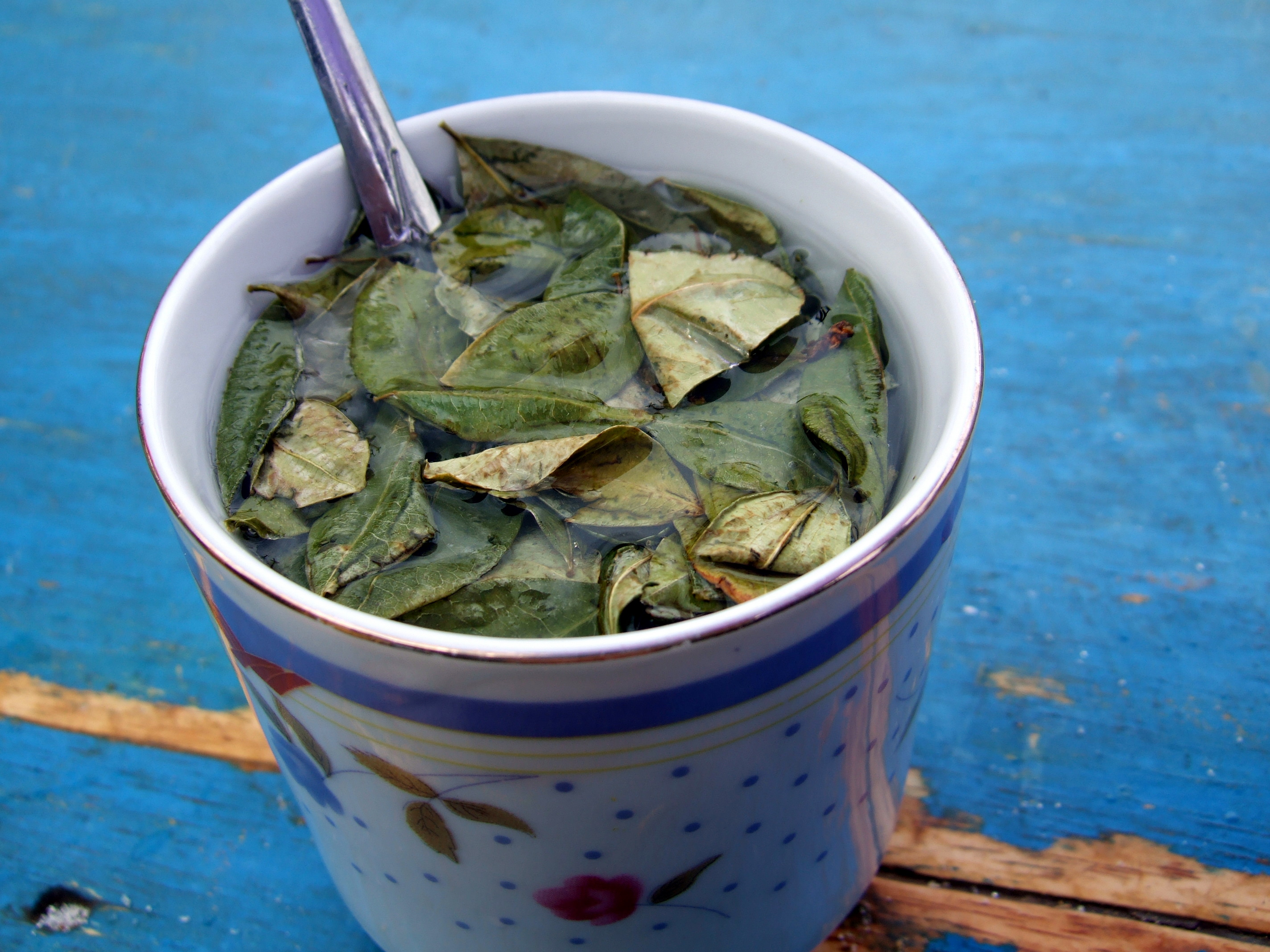
Mate de coca – herbata z liści koki

Kuchnia boliwijska – kuchnia regionalna, charakterystyczna dla obszaru Boliwii.

## Charakterystyka
Kuchnia boliwijska, z uwagi na historię kraju i jego położenie, łączy w sobie wpływy inkaskie, hiszpańskie i mauretańskie. Mieszają się w niej potrawy rodzime, europejskie i arabskie, jak również afrykańskie. Z uwagi na niską zamożność mieszkańców Boliwii kuchnia zwykłych obywateli nie jest zbyt wymyślna. Dominują w niej ziemniaki (zastępowane też juką), wołowina, ryby i ryż.
W rejonach tropikalnych i subtropikalnych, gdzie możliwe jest obfite wytwarzanie produktów żywnościowych, uprawia się soję, rzepak, trzcinę cukrową, cytrusy, zboża, owoce i warzywa, w tym charakterystyczny owoc amazoński – cupuaçu. Większość dań tropikalnej części Boliwii złożona jest z mięsa, ryżu, bananów, juki oraz papas fritas, czyli frytek. Popularnym dodatkiem jest llajua – pikantny sos z locoto. 

## Wybrane potrawy
Do charakterystycznych dań kuchni lokalnej należą:
- chairo – forma bulionu,
- cuñapé – niewielka bułeczka wypiekana z mąki jukowej lub maniokowej, nadziewana serem (w Kolumbii podobnym daniem jest la almojábana),
- locro – rosół z kury z ryżem i bananem (w Ekwadorze locro de papa to zupa ziemniaczano-serowa[3]),
- sopa de mondongo – gęsta zupa, flaki
- majadito – przypominający paellę wodnisty ryż z suszoną wołowiną, czyli charque (podawany z sałatką pomidorową z cebulą i jajkami),
- masaco – zielony banan z wieprzowiną,
- pacú i surubí – ryby słodkowodne z gamą charakterystycznych przypraw (smażone),
- pan de arroz, także: empanada de arroz – miękka bułeczka z mąki ryżowej smażona z serem na głębokim tłuszczu i podawana w zawinięty liść bananowca,
- patasca – zupa z odmiany kukurydzy zwanej mote nagotowana na głowiźnie wieprzowej i zabarwiana na czerwono,
- zonzo – zmielona juka zmieszana z serem i grilowana na patyku,
- pacamuto de res – pieczona wołowina z dodatkami,
- parrillada de res, także: churrasco – kawałki wołowiny grillowane razem z kiełbaskami i podrobami, m.in. flakami i wymionami krowimi,
- relleno – mięso z ryżem ugotowane w jelitach,
- coto relleno – skóra z kurzej szyjki nadziana podrobami z kurczaka,
- locro carretero – zupa z mięsa suszonego (gęsta),
- mamona – grilowana wołowina,
- empanadas de carne – pierogimięsne,
- caldo de peta – zupa żółwiowa,
- palometa frita – pieczona pirania,
- carne de monte – dziczyzna (w tym z gryzoni),
- masaco de yuca y chicharon – purée z juki,
- gelatina de pata – udziec wołowy w galaretce,
- saisi – mięso na ostro[2],
- milanesa – lokalna odmiana sznycla,
- salteñas – zapiekany pieróg z kurczakiem[4],
- cuajadilla – deser z maślanki z syropem trzcinowym[1],
- bunuelos – pączki z mąki ziemniacznej[2].

## Napoje i owoce
Do picia podaje się często ambrosíę, czyli świeże mleko krowie zaprawione niewielką ilością lokalnej brandy, czyli singani, a także sucumbe – ciepłe mleko z cynamonem i cukrem. Bardzo popularnym napojem jest mate de coca, czyli herbata z liści krasnodrzewu pospolitego (koki).
Z uwagi na klimat spożywana jest duża ilość owoców i soków (jugos). Soki miksowane są na ulicznych straganach i podawane z dodatkiem wody lub mleka. 